# Valle Latina
Valle Latina (Valle Latino) es una región geográfica e histórica italiana que se extiende desde el sur de Roma hasta Cassino, que corresponde a la zona oriental del antiguo Lacio romano (Latium).
En época romana, la región, originalmente habitada por poblaciones osco-umbrías, fue colonizada por romanos y latinos.
Las principales ciudades del valle son Frosinone, Cassino, Sora, Anagni, Alatri.